# Облога Сен-Назера

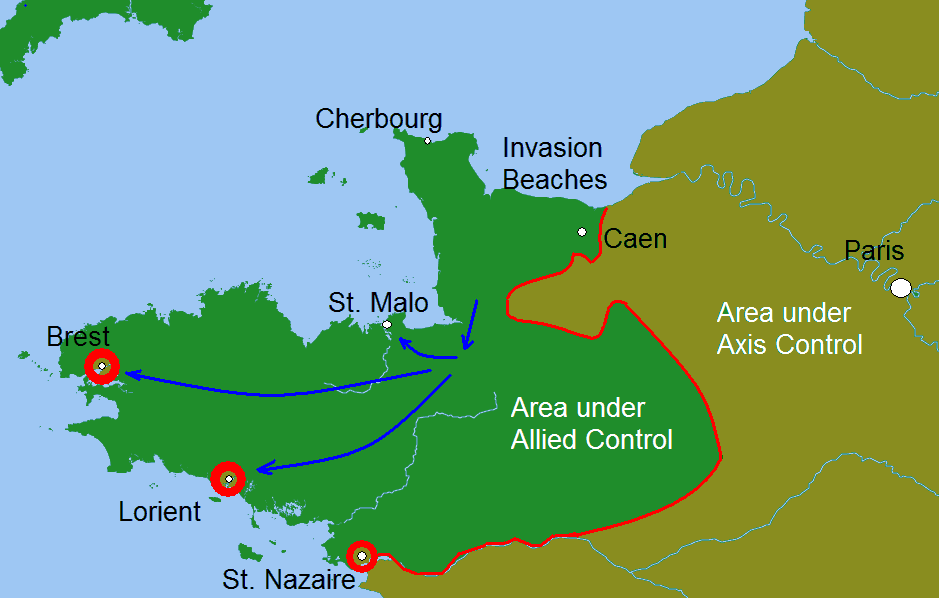
Основні опорні позиції німецького Вермахту, що були обложені військами союзників у ході операції «Кобра»

Облога Сен-Назера (фр. Poche de Saint-Nazaire) — довготривала 9-місячна облога американо-французькими військами стратегічно важливої військово-морської бази німецького флоту в порту Сен-Назера на узбережжі Біскайської затоки на останньому етапі Другої світової війни.

## Зміст
Відповідно до наказу Гітлера, низка найважливіших об'єктів на території окупованих країн Західної Європи були оголошені фортецями — місцями, що ні за які умови не могли капітулювати перед супротивником у разі їх оточення. Фортеця Сен-Назер (нім. Festung St. Nazaire) стала однією з таких фортець, оголошених німецьким командуванням непідступною. Гарнізон німецьких військ, що складався з залишків розгромлених формувань під час стрімкого наступу американських військ у Бретані, моряків місцевої військово-морської бази та підрозділів забезпечення, що опинилися в оточенні. Осередок опору, під командуванням німецького генерал-лейтенанта командира 265-ї піхотної дивізії Ганса Юнка, утворився у серпні 1944 року й тримав оборону до 11 травня 1945. Фортеця займала площу навколо гавані і бази підводних човнів у Сен-Назері; а також прилеглі населені пункти, що простиралися на схід до Сен-Омер-де-Блейн на північ до Ла-Рош-Бернар й на півдні до Порнік.